# Павлово (Казахстан)
Па́влово (каз. Павлово) — село у складі Байтерецького району Західноказахстанської області Казахстану. Входить до складу Махамбетського сільського округу.
Населення — 157 осіб (2021; 228 у 2009, 309 у 1999, 393 у 1989).